# Johann Nepomuk von Fuchs
Johann Nepomuk von Fuchs, född 15 maj 1774 i Mattenzell i Bayern, död 5 mars 1856 i München, var en tysk kemist och mineralog.
Han blev 1807 professor i mineralogi och kemi i Landshut samt 1823 konservator vid de mineralogiska samlingarna i München och 1826 professor i mineralogi där. 1835-44 var han även överbergsråd. 1852 tog han avsked från sin professur och upphöjdes i adligt stånd. Fuchs riktade mineralogin och den oorganiska kemin med flera viktiga upptäckter. I vidsträckta kretsar blev han bekant genom sitt arbete angående vattenglaset (1823) och dess användning i stereokromin (en särskild sätt at måla på väggar). Hans samlade skrifter utgavs 1856 av Kaiser.

## Skrifter (urval)
- Über den gegenseitigen Einfluss der Chemie und Mineralogie (1824)
- Über die Theorien der Erde (1837)
- Naturgeschichte des Mineralreichs (1842)
- Bereitung, Eigenschaften und Nutzanwendung des Wasserglases (1855)